# Maria Höfl-Riesch
Maria Höfl-Riesch, née le 24 novembre 1984 à Garmisch-Partenkirchen en Bavière, est une skieuse alpine allemande. Triple championne olympique et double championne du monde entre 2009 et 2014, elle a également remporté le classement général de la Coupe du monde en 2011. Elle est avec Katja Seizinger la seule skieuse allemande à avoir remporté un titre dans ces trois compétitions.
Révélée très tôt en Coupe du monde, la multiple championne du monde juniors est stoppée dans sa progression par plusieurs blessures qui l'écartent régulièrement des pistes en 2005 et 2006. Héritière d'une longue tradition de skieuses allemandes polyvalentes telles Martina Ertl ou Hilde Gerg, elle remporte en 2008 les petits globes de cristal du super-G et du combiné, puis le petit globe de slalom en 2009 et 2010. Malgré ses blessures, elle finit par succéder à sa compatriote Katja Seizinger en remportant treize ans après le classement général de la Coupe du monde de ski alpin 2010-2011. 
Elle s'illustre également aux Jeux olympiques de Vancouver où elle remporte l'or en slalom et combiné, et parvient à conserver ce dernier titre aux Jeux de Sotchi quatre ans plus tard. Le 20 mars 2014, elle annonce sur les réseaux sociaux qu'elle met un terme à sa carrière. Avec 81 podiums dont 27 victoires en Coupe du monde et ses nombreux titres aux Jeux et aux championnats du monde, elle possède l'un des plus beaux palmarès du ski alpin. Sa sœur Susanne est aussi skieuse alpine.

## Biographie

### Débuts
C'est à trois ans que Maria Riesch commence le ski dans son land natal de Bavière. À cinq ans, la fillette rejoint le club de ski de Partenkirchen. Après s'être distinguée dans les courses régionales pour enfants, elle s'illustre au niveau national junior et pointe, à la fin de la saison 1998-1999 au deuxième rang en Allemagne. Durant cette année, elle est repérée par les entraîneurs de la Fédération allemande de ski (DSV) qui l'invite à participer à de premières courses reconnues par la Fédération internationale de ski (FIS). À 15 ans, l'Allemande fait donc son apparition dans ces courses où la concurrence est internationale. Dès ses débuts, elle se signale par plusieurs top 10 en slalom mais participe également à des slaloms géants et des super G. Début 2000, elle dispute ses premiers championnats nationaux juniors (son meilleur résultat est une 4e place). Elle représente également son pays à l'occasion des Championnats du monde juniors 2000 se tenant au Canada ; la jeune skieuse ne s'y distingue cependant pas parmi les vingt meilleures.

### Révélation précoce (2000-2004)
Lors de la saison 2000-2001, en plus des courses FIS, Maria Riesch apparaît occasionnellement en Coupe d'Europe — l'antichambre de la Coupe du monde — après y avoir fait une première apparition début 2000. En février 2001, l'Allemande se signale lors des Championnats du monde juniors de Verbier en Suisse en remportant deux médailles et en prouvant sa polyvalence. En effet, médaillée d'argent du super G puis de bronze de la descente, elle termine également dans les quinze premières dans les épreuves techniques (13e en géant, 14e en slalom). Ces performances lui valent d'être sélectionnée pour la première fois en Coupe du monde. Le 16 février 2001, dans sa ville natale de Garmisch-Partenkirchen, Maria Riesch dispute sa première course parmi l'élite mondiale, un super G, qu'elle termine dans les points grâce à une 20e place. Alors âgée de 16 ans, la skieuse réalise la deuxième meilleure performance allemande de la course devançant notamment les expérimentées Hilde Gerg ou Martina Ertl.
Durant la saison 2001-2002, l'Allemande participe régulièrement aux courses de Coupe d'Europe. Après un début de saison décevant, elle enchaîne les belles performances lors des mois de février et de mars 2002. Huit podiums dans toutes les épreuves dont cinq succès aussi bien en descente qu'en slalom ou en géant lui permettent de remporter largement le classement général de la Coupe d'Europe ainsi que le classement particulier de la descente. Plus encore, Riesch figure dans les dix premières skieuses dans toutes les disciplines. En parallèle à ses performances en Coupe d'Europe, l'Allemande fait de multiples apparitions en Coupe du monde (édition 2001-2002). En douze courses au plus haut niveau lors de la saison, elle inscrit à deux reprises des points en slalom et géant et égale son meilleur résultat (20e place en géant à Maribor). Cette année est également marquée par ses performances à l'occasion des Mondiaux juniors 2002 de Tarvisio en Italie. Deuxième du slalom derrière la Slovaque Veronika Zuzulova, elle y remporte le titre en super G.
À presque 18 ans, Maria Riesch débute la Coupe du monde 2002-2003 avec une place de titulaire dans la nationalmannschaft allemande. Lors des dix premières courses de l'année, la skieuse n'est classée qu'à deux reprises mais a déjà amélioré son meilleur résultat par une 11e place en descente à Lake Louise au Canada. Quelques semaines plus tard, à Lenzerheide, elle obtient un premier podium lors d'un combiné ; sur le podium, l'Allemande côtoie sa compatriote Martina Ertl et la vainqueur Janica Kostelić. Si elle ne retrouve pas le podium, elle confirme par plusieurs top-10 durant une saison au cours de laquelle elle participe aussi bien aux Championnats du monde séniors que juniors. Lors des Mondiaux séniors organisés à Saint-Moritz, les premiers de sa carrière, Riesch obtient comme meilleur résultat une 5e place sur le combiné. En juniors, elle gagne la médaille d'or en combiné et le bronze en géant.
La saison 2003-2004 est celle de la confirmation pour l'Allemande. Outre deux nouveaux titres mondiaux juniors en descente et géant à Maribor, Maria Riesch s'affirme en Coupe du monde par des podiums et de premiers succès. Ainsi, après deux podiums à Saint-Moritz en descente puis en super G à Cortina d'Ampezzo, la skieuse obtient deux victoires en trois courses organisées lors de l'étape autrichienne de Haus im Ennstal. Le premier a lieu le 30 janvier 2004 lors d'une descente aisément remportée devant l'Italienne Isolde Kostner et l'Autrichienne Renate Götschl,. Le second intervient deux jours plus tard en super G, une victoire partagée avec la Française Carole Montillet. Quelques semaines après à Levi en Finlande, Riesch enchaîne deux podiums en slalom dont un succès. Performante dans toutes les disciplines dès sa deuxième saison complète, l'Allemande se place haut dans la hiérarchie du classement général final : 32e l'année passée, elle signe une percée probante en terminant la saison au troisième rang mondial derrière Anja Pärson et Renate Götschl.

### Deux années perturbées par les blessures (2005-2006)
À seulement 20 ans, Maria Riesch aborde ambitieuse la Coupe du monde 2004-2005, sa troisième saison parmi l'élite mondiale. Aussi, elle repart rapidement sur des bases solides grâce à un podium obtenu en super G à Saint-Moritz. Toutefois, le 12 janvier 2005, l'Allemande est victime d'une grave chute à l'occasion d'un super G de Coupe du monde disputé à Cortina d'Ampezzo. L'IRM effectuée le jour même révèle une rupture des ligaments croisés du genou droit qui la contraint dès lors de mettre fin à sa saison. Opérée quelques semaines plus tard, la jeune allemande de 20 ans est, pour la première fois de sa carrière, écartée en raison d'une grave blessure. Celle-ci intervient quelques semaines avant les Championnats du monde qu'organisent la ville italienne de Bormio. Indisponible plusieurs mois, la skieuse n'effectue son retour que dix mois plus tard au début de la saison 2005-2006. Pour sa première compétition après cette longue convalescence, marquée par une blessure à l'épaule durant sa préparation en Nouvelle-Zélande, Riesch signe son retour par une 24e place lors du géant à Sölden (Autriche).
Quelques semaines plus tard, l'Allemande retrouve le top-10, à deux reprises, sur une descente et un super G organisés lors de la tournée nord-américaine de la Coupe du monde (9e à Lake Louise puis 10e à Aspen). Cependant, Maria Riesch est de nouveau stoppée dans son élan par une autre grave blessure, le 10 décembre 2005, lors du slalom géant d'Aspen. Quatorzième du premier tracé, elle est gravement atteinte au genou gauche après une chute lors de la seconde manche. Déjà légèrement touchée à ce même genou au mois de septembre, l'espoir allemande est cette-fois victime d'une déchirure du ligament croisé antérieur du genou gauche. Immédiatement rapatriée en Europe, Riesch est opérée avec succès deux jours plus tard à Munich. Pour la deuxième fois en 2005, la skieuse doit se résoudre à mettre fin à sa saison. Après la retraite sur blessure de Hilde Gerg, la délégation allemande est donc privée d'une autre tête d'affiche à deux mois des Jeux olympiques d'hiver de 2006 que ne dispute donc pas Maria Riesch.

### Retour au premier plan
Handicapée par les blessures durant deux saisons, Maria Riesch retrouve la Coupe du monde en novembre 2006, près d'un an après l'avoir quittée sur une civière. Malgré une longue période sans compétition, l'Allemande retrouve le succès dès sa quatrième course, lors d'une descente disputée à Lake Louise, son premier podium depuis presque deux ans. La suite de la saison est toutefois moins glorieuse puisqu'elle ne remonte plus sur un podium en 2006-2007. Néanmoins régulière dans le top-15, elle conclut l'année au 14e rang mondial, prometteur après deux années de galère. En février 2007, lors des Championnats du monde d'Are en Suède, elle n'obtient pas non plus de médaille mais se signale par trois top-10 (7e du super combiné, 9e de la descente et 10e du super G).
L'année 2007-2008 de Coupe du monde signe le retour définitif de l'Allemande à son meilleur niveau, celui qui, quatre ans plus tôt, lui avait permis de figurer au troisième rang mondial en fin de saison. En plus de deux victoires (en super G à Cortina d'Ampezzo et en combiné à Whistler), Riesch enlève sept podiums dans toutes les épreuves sauf en géant. Cette polyvalence et la régularité qu'elle affiche lui permettent de lutter pour le classement général de la Coupe du monde. Avec plus de 1000 points inscrits durant l'année, elle termine à la 3e place du classement général derrière l'Américaine Lindsey Vonn et l'Autrichienne Nicole Hosp. Par ailleurs, l'Allemande décroche deux victoires dans les classements par épreuve en super G et combiné, et remporte donc deux « petits » globes de cristal, les premiers de sa carrière.
Maria Riesch manifeste une même régularité à l'occasion de la première partie de la Coupe du monde 2008-2009. Souvent en haut de la hiérarchie, la skieuse allemande enchaîne même quatre victoires consécutives en slalom à La Molina, Semmering, Zagreb et Maribor. Largement en tête du classement du slalom, elle est une prétendante sérieuse à la victoire finale au classement général. Ainsi, la Bavaroise endosse brièvement le dossard rouge de leader de la Coupe du monde après sa victoire dans le slalom de Zagreb. Mais comme l'année précédente, c'est l'Américaine Lindsey Vonn, performante dans toutes les épreuves, qui fait la course en tête et domine le classement général juste avant les Championnats du monde 2009 de Val d'Isère.
Lors de cette compétition, et après une huitième place lors du super G, Maria Riesch chute lors d'un entraînement de descente provoquant de multiples contusions au dos et à la nuque. L'Allemande s'aligne cependant lors du super combiné, avec réussite puisqu'elle termine au pied du podium. Troisième après la descente, la skieuse ne réalise que le septième en slalom, ce qui la fait rétrograder au quatrième rang. Hors du coup en slalom géant, qui sacre sa compatriote Kathrin Hoelzl, Maria Riesch confirme son statut de favorite du slalom en remportant le premier titre mondial de sa carrière le 14 février 2009. Quatrième à l'issue de la première manche, elle signe le meilleur chrono sur le second tracé et profite des chutes successives des trois meilleures femmes de la première manche — Manuela Moelgg, Lindsey Vonn et Sandrine Aubert — pour enlever la médaille d'or. Maria Riesch est la première allemande à inscrire son nom au palmarès de cette épreuve depuis Rosi Mittermaier, doublement sacrée championne olympique et du monde en 1976.
Le 26 février 2010, l'Allemande réalise le doublé olympique, après avoir remporté la médaille d'or de super-combiné, elle décroche en effet le titre olympique de slalom, elle tombe dans les bras de son amie Lindsey Vonn à l'arrivée.
Le 19 mars 2011, Maria Riesch remporte enfin le seul trophée manquant alors à sa carrière, le gros globe de cristal du classement général de la coupe du monde, au terme d'une âpre lutte avec Lindsey Vonn, 3 points d'écart les séparant à l'issue de la dernière épreuve. En avril, elle se marie avec Marcus Höfl qui est aussi son manageur.
Aux Championnats du monde de Schladming en 2013, elle ajoute un deuxième titre mondial à son palmarès à l'occasion du super combiné, au passage elle domine Tina Maze de 0,46 s, la skieuse de tous les records cette saison.

## Palmarès

### Jeux olympiques d'hiver
| Épreuve / Édition | Vancouver 2010 | Sotchi 2014 |
| Descente          | 8e             | 13e         |
| Super G           | 8e             | Argent      |
| Slalom géant      | 10e            |             |
| Slalom            | Or             | 4e          |
| Super-combiné     | Or             | Or          |

### Championnats du monde
| Épreuve / Édition | St-Moritz 2003 | Åre 2007 | Val d'Isère 2009 | Garmisch Partenkirchen 2011 | Schladming 2013 |
| Descente          | 17e            | 9e       | 10e              | Bronze                      | Bronze          |
| Super G           | Ab.            | 10e      | 8e               | Bronze                      | Ab.             |
| Slalom géant      | Ab.            | 23e      | 28e              | Ab.                         | 9e              |
| Slalom            | Ab.            | –        | Or               | 4e                          | Ab.             |
| Combiné           | 5e             | 7e *     | 4e               | 11e                         | Or              |
| Par équipes       | –              | –        | –                | –                           | Bronze          |

Ab. = abandon

### Coupe du monde
- Meilleur classement général : 1re en 2011.
- 5 petits globes de cristal :
  - Vainqueur du classement du combiné en 2008.
  - Vainqueur du classement du super G en 2008.
  - Vainqueur du classement du slalom en 2009 et 2010.
  - Vainqueur du classement de la descente en 2014.
- 81 podiums dont 27 victoires en carrière[14].

#### Différents classements en Coupe du monde
| Saison / Épreuve | Saison / Épreuve | Général | Général | Descente | Descente | Slalom | Slalom | Slalom géant | Slalom géant | Super G | Super G | Combiné | Combiné |  |
| ---------------- | ---------------- | ------- | ------- | -------- | -------- | ------ | ------ | ------------ | ------------ | ------- | ------- | ------- | ------- |  |
| Saison / Épreuve | Saison / Épreuve | Class.  | Points  | Class.   | Points   | Class. | Points | Class.       | Points       | Class.  | Points  | Class.  | Points  |  |
| 2001             | 2001             | 109e    | 11      | -        | -        | -      | -      | -            | -            | 42e     | 11      | -       | -       |  |
| 2002             | 2002             | 96e     | 21      | -        | -        | 46e    | 10     | 50e          | 10           | -       | -       | -       | -       |  |
| 2003             | 2003             | 32e     | 232     | 14e      | 115      | 40e    | 22     | 42e          | 11           | 37e     | 24      | 3e      | 60      |  |
| 2004             | 2004             | 3e      | 977     | 7e       | 283      | 9e     | 245    | 18e          | 111          | 5e      | 338     | -       | -       |  |
| 2005             | 2005             | 43e     | 168     | 27e      | 48       | 44e    | 12     | 32e          | 48           | 26e     | 60      | -       | -       |  |
| 2006             | 2006             | 69e     | 62      | 44e      | 29       | -      | -      | 49e          | 7            | 35e     | 26      | -       | -       |  |
| 2007             | 2007             | 14e     | 487     | 7e       | 225      | 25e    | 72     | 22e          | 60           | 18e     | 118     | 36e     | 12      |  |
| 2008             | 2008             | 3e      | 1146    | 9e       | 224      | 8e     | 249    | 25e          | 39           | 1re     | 374     | 1re     | 260     |  |
| 2009             | 2009             | 2e      | 1424    | 3e       | 292      | 1re    | 670    | 15e          | 141          | 10e     | 171     | 4e      | 150     |  |
| 2010             | 2010             | 2e      | 1516    | 2e       | 556      | 1re    | 493    | 8e           | 203          | 9e      | 184     | 5e      | 80      |  |
| 2011             | 2011             | 1re     | 1728    | 2e       | 457      | 3e     | 470    | 8e           | 192          | 2e      | 389     | 3e      | 205     |  |
| 2012             | 2012             | 3e      | 1227    | 4e       | 379      | 7e     | 330    | 16e          | 133          | 6e      | 225     | 4e      | 110     |  |
| 2013             | 2013             | 2e      | 1101    | 3e       | 272      | 9e     | 315    | 6e           | 213          | 5e      | 251     | 9e      | 50      |  |
| 2014             | 2014             | 2e      | 1180    | 1re      | 504      | 5e     | 234    | 14e          | 166          | 5e      | 216     | 3e      | 60      |  |

#### Détail des victoires
| Saison / Épreuve | Descente                            | Super G           | Slalom                             | Combiné      | Total |
| 2004             | Haus im Ennstal                     | Haus im Ennstal   | Levi                               | –            | 3     |
| 2007             | Lake Louise                         | –                 | –                                  | –            | 1     |
| 2008             | –                                   | Cortina d'Ampezzo | –                                  | Whistler     | 2     |
| 2009             | –                                   | –                 | La Molina Semmering Zagreb Maribor | Tarvisio     | 5     |
| 2010             | Saint-Moritz Garmisch-Partenkirchen | –                 | Levi                               | -            | 3     |
| 2011             | Lake Louise (x2) Cortina d'Ampezzo  | Åre               | Flachau                            | Åre          | 6     |
| 2012             | Sotchi                              |                   | Åre                                | Saint-Moritz | 3     |
| 2013             |                                     |                   | Levi                               |              | 1     |
| 2014             | Lake Louise (x2) Cortina d'Ampezzo  |                   |                                    |              | 3     |
| Total            | 11                                  | 3                 | 9                                  | 4            | 27    |

### Championnats du monde junior
| Épreuve / Édition | Québec 2000 | Verbier 2001 | Tarvisio 2002 | Briançonnais 2003 | Maribor 2004 |
| Descente          | –           | Bronze       | 6e            | 4e                | Or           |
| Super G           | –           | Argent       | Or            | Ab.               | Ab.          |
| Slalom géant      | 37e         | 13e          | Ab.           | Bronze            | Or           |
| Slalom            | 24e         | 14e          | Argent        | 5e                | Ab.          |
| Combiné           | –           | –            | –             | Or                | –            |

### Divers
- Gagnante du classement général de la Coupe d'Europe 2001-2002.
- 5 victoires en Coupe d'Europe.